# Pete Burns
Peter Jozzeppi Burns, más conocido como Pete Burns (Port Sunlight, Merseyside, Inglaterra, 5 de agosto de 1959-Londres, Inglaterra, 23 de octubre de 2016), fue un cantante y compositor británico. Es principalmente conocido por su trabajo como líder de Dead or Alive, con la que logró fama internacional en 1985 por su sencillo You Spin Me Round (Like a Record), posteriormente versionado varias veces. Burns mantuvo después cierta popularidad por su apariencia andrógina, su participación en Celebrity Big Brother y por varias peripecias de su vida privada.

## Biografía
Pete Burns fue hijo del soldado inglés y de Eva, una mujer de origen judío de Heidelberg (Alemania). Ella se había escapado durante el período nazi a Austria, donde conoció al padre de Peter, un soldado británico, en una fiesta para soldados en Viena. En aquella época, Eva decía a los ingleses que era austríaca, debido a su disgusto por lo que Alemania estaba haciendo. Peter solo descubrió que ella era alemana al ver su pasaporte.
Al hablar de su fallecida madre en una entrevista para el programa televisivo llamada Psychic Therapy, Peter dijo: «...Hablando de características de padres en el mundo normal y convencional, en realidad no fue una madre, pero fue el mejor ser humano que he tenido el privilegio de conocer. Y sé que tenía un plan especial para mí, me llamaba "bebé estrella" y sabía que había algo especial en mí. Era una alemana increíble, de no más de metro y medio, pero podía mover o levantar un armario».
Durante los primeros 5 años de su vida, él y su madre hablaban entre sí en alemán: «Crecí hasta los 5 años hablando en alemán y un poco en francés, no se hablaba inglés en mi casa. Mi padre le hablaba a mi madre en francés y ella me hablaba en alemán».
Peter fue expulsado de la escuela por tener unas «horribles cejas» y pintarse el pelo de rojo a los 14 años. Antes de formar parte de Dead or Alive, fue miembro de dos grupos: Mistery Girls, el cual tuvo muy corta vida, luego de otra denominada Nightmare in Wax, un grupo con un temprano estilo protogótico y semipunk que fue formado alrededor del año 1974. Nightmares in Wax tuvo dos singles: Black Leather y Birth of a Nation, los cuales contenían tres canciones, aunque nunca dieron pie a un álbum.
Mientras construía su carrera, Peter trabajó en una tienda de discos en el centro de Liverpool, Probe Records. 
El llamativo estilo personal de vestir de Peter (travestido), así como su propia actitud, llamaron la atención mundial especialmente gracias al vídeo musical de la canción de Dead or Alive "You Spin Me Round (Like a Record). Peter acusó a Boy George, de Culture Club, de copiar su estilo y de utilizar su imagen única para triunfar.
Aunque originalmente Peter era etiquetado como homosexual debido a su apariencia andrógina, en realidad era bisexual y estuvo casado con una mujer, Lynne Corlett, a quien conoció cuando trabajaban juntos en una peluquería, a finales de los años 70. Peter y Lynne finalmente se divorciaron en el año 2006 tras más de 27 años de casados. 
El 9 de febrero de 2006, en una entrevista en Richard and Judy, del Canal 4 de Inglaterra, Pete Burns y Michael Simpson anunciaron públicamente su compromiso, mostrando sus anillos, diseñados por la diseñadora Vivienne Westwood. Se casaron al año siguiente.
En enero del 2007, Peter anunció que estaba planeando demandar por un millón de libras al cirujano plástico que le había arruinado sus labios. Entre noviembre de 2006 y enero de 2007, Peter recopiló sus experiencias con las cirugías plásticas fallidas, así como las de otras personas, en un especial televisivo titulado Pete Burns Cosmetic Surgery Nightmares, para la red británica de televisión ITV.
Además, Peter había publicado su primera autobiografía, titulada Freak Unique, en mayo de 2006, el mismo año en que se casó con Michael Simpson. En ella escribe acerca de su vida y revela que una vez fue violado a temprana edad por un hombre, el cual jamás fue procesado. También habla de su depresión y de sus intentos de suicidio.

## Carrera

### Dead or Alive
Tras un éxito menor en 1984 con una versión de That's the Way (I Like It), la banda Dead or Alive tuvo un éxito número 1 en 1985 con You Spin Me Round (Like a Record). La canción llegó a ser un gran éxito en todo el mundo, e incluso entró en el Top 20 de Estados Unidos. Burns, con su imagen sorprendentemente andrógina, fue el representante del grupo y apareció en la portada de sus grabaciones. Aunque la popularidad de la banda disminuyó a lo largo del resto de los años 80, mantuvieron un éxito significante en Japón en los 90.

### Carrera en los medios
En diciembre de 2003, la BBC se disculpó ante sus espectadores después de que Burns maldijera repetidamente en sus Liquid News previas a la línea divisoria de las 21 horas cuando le preguntaron por su punto de vista ante el juicio de Michael Jackson.
En enero de 2006, Burns apareció en Celebrity Big Brother 2006 de Channel 4, alcanzando la quinta posición en el episodio final. El programa mostró los punzantes ataques verbales de Burns hacia otros compañeros, más notablemente la ex-chica de la página tres Jodie Marsh y la antigua estrella de Los vigilantes de la playa Traci Bingham. También en este programa declaró que uno de sus abrigos estaba hecho de piel de gorila, lo que causó escándalo entre los activistas de los derechos de los animales porque la piel de gorila sin licencia es ilegal en el Reino Unido. La policía confiscó posteriormente el abrigo y se le realizaron pruebas que revelaron que en realidad no era gorila, sino que estaba hecho con la piel de monos colobus. Los monos colobus también son una especie en peligro cuya piel requiere una licencia, aunque los expertos creyeron que la piel había sido importada en los años 30 o 40, antes de que fuera ilegal importar piel de colobus en 1975.
Tras su participación en Celebrity Big Brother apareció como presentador invitado en el programa spin off de Big Brother, Big Brother's Big Mouth, en cuatro programas, en agosto de 2007.
En septiembre de 2007 Burns apareció en Celebrity Wife Swap, donde vivió con Neil Ruddock durante cinco días. La pareja de Burns, Michael Simpson, también participó en el programa.
Burns se vio involucrado en Pete's PA, una serie de telerrealidad del Reino Unido emitida por Sky Living en el que los concursantes competían para convertirse en su asistente personal (PA). El programa tuvo lugar durante diez semanas mientras los PAs potenciales se enfrentaban unos a otros en una serie de retos. Pete's PA empezó a emitirse en octubre de 2007. Burns fue asistido por Donna Coulling (descrita como una «asistente personal de celebridades») y el psicólogo de negocios Dr. Rob Yeung. La ganadora fue la ex-psicóloga criminal Nicky.
En 2010, Pete Burns apareció en el especial Davina's Big Send Off antes del final de Ultimate Big Brother, donde interpretó You Spin Me Round (Like a Record).
En 2011 Burns apareció en Celebrity Come Dine with Me de Channel 4.
Burns apareció con frecuencia en Big Brother's Bit on the Side, el programa hermano de Big Borther UK, presentado por Emma Willis en Channel 5 y 5* a lo largo de 2011. Hizo apariciones en 2012 pero entonces ya no era un panelista regular.
En 2013 Burns apareció en The Body Shocking Show, una serie de E4 que se centraba en «las monstruosas, alucinantes cosas que la gente hace a sus cuerpos».
En marzo de 2014, Burns aceptó la oportunidad de ser portavoz de la organización de caridad sin ánimo de lucro gAID, la cual se centra en la violencia doméstica en relaciones homosexuales.

### Carrera musical en solitario
En 1992 Burns publicó un álbum de estudio acústico en formato casete llamado Love Pete, que contiene 13 canciones en piano (3 de ellas son de Dead or Alive). Estuvo a la venta de manera limitada cuando Pete estuvo de gira en solitario en Estados Unidos. Fue el único álbum que publicó.
En 1994 Burns publicó un sencillo con Glam llamado «Sex Drive». Casi veinte años después, en noviembre de 2014, Burns publicó un álbum de remezclas titulado Sex Drive Remixes 2014, disponible en páginas web de descarga digital.
En 2004 Burns publicó una canción coproducida por Pet Shop Boys llamada Jack & Jill Party.
El 7 de septiembre de 2010 el sencillo en solitario de Burns Never Marry an Icon, producido y coescrito por The Dirty Disco, fue publicado en la iTunes Store. El sencillo fue publicado por la discográfica del miembro de Dead or Alive Steve Coy, Bristar Records.
Burns volvió a trabajar luego con Pete Waterman, la primera vez desde el álbum de Dead or Alive Mad, Bad, and Dangerous to Know en 1987.

## Imagen peculiar

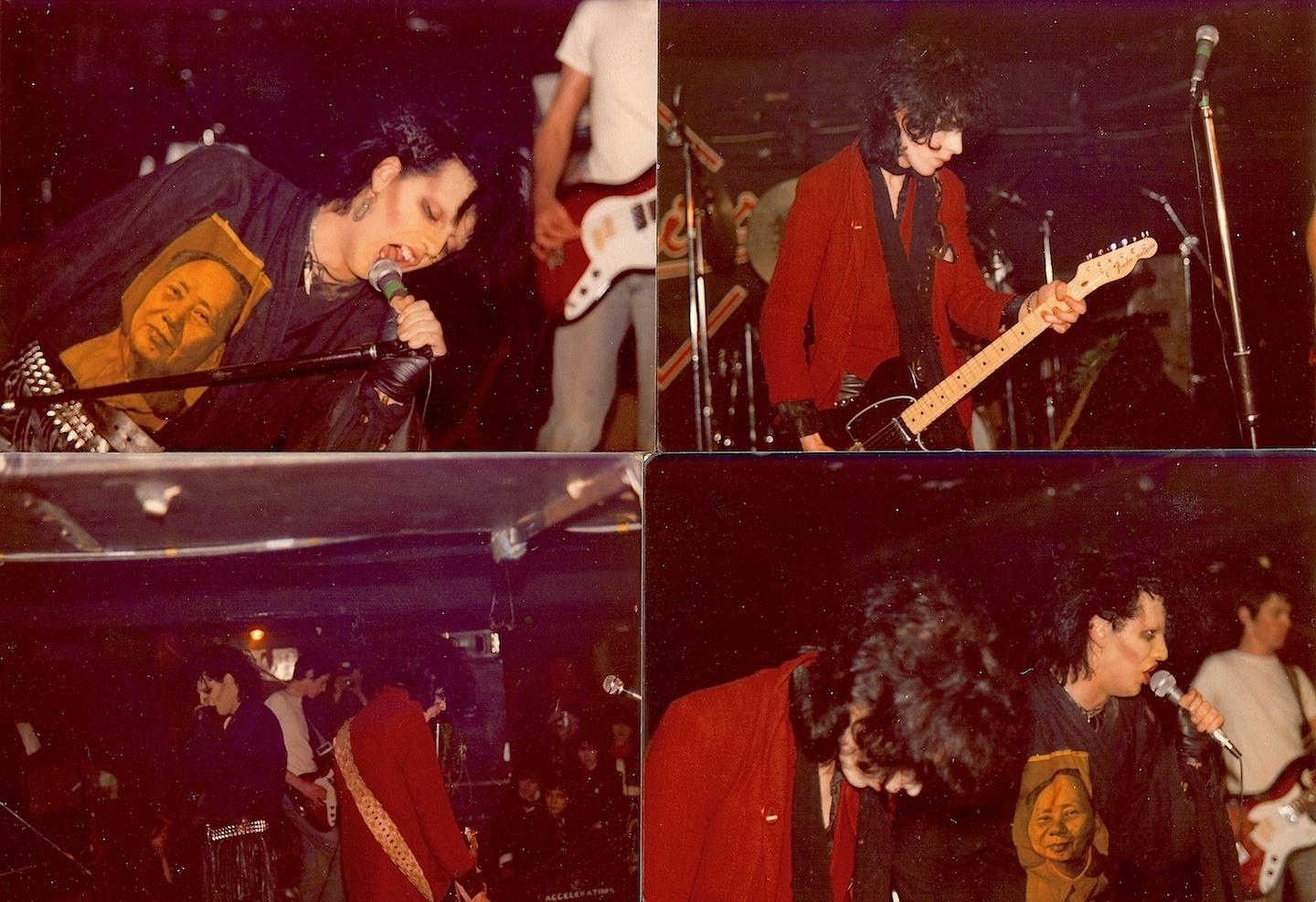
Imagen de Nightmares in Wax en sus inicios.

Caracterizado por mostrar una sexualidad abierta y un estilo exuberante, Burns sacudió a las audiencias durante el último período de la década de 1970 con su vestimenta andrógina, peinados exóticos, el uso de zapatos con tacones altos, uñas largas, un parche en el ojo como marca registrada suya y mucho maquillaje. Casi durante toda su carrera con Dead or Alive, Burns fue conocido por sus permanentes cambios de apariencia, la cual fue mayoritariamente modificada por cirugía plástica de nariz, como él admitía libremente.
Burns se aplicó grandes inyecciones de poliacrilamida en sus labios, acompañadas por implantes de mejillas, varias cirugías de nariz y muchos tatuajes. A principios de 2006 reveló en una entrevista previa al concurso Celebrity Big Brother 2006, donde participó, que había gastado casi todos los ahorros de su vida en solo dieciocho meses de cirugía facial reconstructiva, para solucionar un grave error médico sufrido por una de sus operaciones.

## Fallecimiento
Burns murió después de un paro cardiorrespiratorio repentino el 23 de octubre de 2016, a la edad de 57 años. Las personas que le rindieron homenaje después de su muerte incluyeron a Boy George, quien describió a Burns como «uno de nuestros grandes verdaderos excéntricos», y George Galloway, que había aparecido con él en Celebrity Big Brother y dijo que Burns era «un cruce entre Oscar Wilde y Dorothy Parker ... no obtienes nada más brillante que eso».
El 29 de octubre, durante la rutina de danza de apertura del programa Come Dancing de la BBC, se realizó un performance de Dead or Alive con la canción You Spin Me Round (Like a Record). Después del número, los anfitriones Claudia Winkleman y Tess Daly rindieron homenaje a Burns y enviaron sus condolencias a su familia.

## Discografía
Con Dead or Alive
- 1984: Sophisticated Boom Boom
- 1985: Youthquake
- 1986: Mad, Bad, and Dangerous to Know
- 1989: Nude
- 1990: Fan the Flame (Part 1)
- 1995: Nukleopatra
- 2000: Fragile

Compilaciones
- 1987: Rip It Up
- 1993: Star Box
- 2001: Unbreakable: The Fragile Remixes
- 2003: Evolution: The Hits
- 2010: That's the Way I Like It: The Best of Dead or Alive
- 2016: Sophisticated Boom Box MMXVI
- 2020: Invincible

En solitario
- 1992: Love, Pete
- 1994: Sex Drive (Ft. Glam)
- 2004: Jack and Jill Party
- 2010: Never Marry an Icon
- 2014: Sex Drive (2014 Remixes) (Ft. Glam)